# Cmentarz dla zwierząt w Koniku Nowym
Cmentarz dla zwierząt „Psi Los” w Koniku Nowym – pierwszy w Polsce i największy cmentarz dla zwierząt.
Został założony w 1991 przez Witolda Wojdę we wsi Konik Nowy pod Warszawą jako cmentarz dla psów. Później zaczęły być przyjmowane pochówki wszystkich zwierząt domowych. W 2013 oddano do użytku w tej miejscowości nowy cmentarz, na którym do końca 2016 pochowano kilkaset zwierząt. W roku 2021 na obu cmentarzach pochowanych było ponad 30 tysięcy zwierząt, a wśród nich głównie psy i koty, jednak również króliki, świnki morskie, węże, chomiki, jedna rybka akwariowa, jedna miniaturowa małpka oraz skremowany koń.